# Sigrid Sundby
Sigrid Milfrid Sundby-Dybedahl (ur. 13 lipca 1942 w Rakkestad, zm. 24 lipca 1977 w Oslo) – norweska łyżwiarka szybka, brązowa medalistka mistrzostw świata.

## Kariera
Największy sukces w karierze Sigrid Sundby osiągnęła w 1970 roku, kiedy zdobyła brązowy medal podczas wielobojowych mistrzostw świata w West Allis. W zawodach tych wyprzedziły ją jedynie dwie reprezentantki Holandii: Atje Keulen-Deelstra oraz Stien Kaiser. W poszczególnych biegach tylko raz znalazła się w pierwszej trojce, wygrywając bieg na 1000 m. Na pozostałych dystansach zajmowała siódme miejsce na 500 m, piąte na 1500 m i dziewiąte na 3000 m. W tym samym roku była też czwarta na sprinterskich mistrzostwach świata w West Allis, przegrywając walkę o podium z Keulen-Deelstrą. Jej najlepszym wynikiem było tam trzecie miejsce w pierwszym biegu na 1000 m. Zajmowała także piąte miejsce na wielobojowych mistrzostwach Europy w Heerenveen w 1970 roku, mistrzostwach świata w wieloboju sprinterskim w Inzell w 1971 roku i rozgrywanych rok później sprinterskich mistrzostwach świata w Eskilstunie.
W 1968 roku wystartowała na igrzyskach olimpijskich w Grenoble, zajmując między innymi czwarte miejsce w biegu na 1500 m. W walce o brązowy medal przegrała tam ze Stien Baas-Kaiser. Na tych samych igrzyskach była też szósta na 500 i 1000 m oraz dziewiąta na dystansie 5000 m. Na rozgrywanych cztery lata później igrzyskach w Sapporo jej najlepszym wynikiem było ósme miejsce na 1500 m. Brała również udział w igrzyskach olimpijskich w Innsbrucku w 1976 roku, gdzie była między innymi jedenasta na tym samym dystansie.